# Мао-спонтекс
Мао-спо́нтекс (фр. Mao-spontex) — це синкретична, маоїстська та лібертарно-марксистська, політична течія, яка виникла у Франції після масових протестів 1968 року і перебувала на піку популярності приблизно до 1972 року. Термін «мао-спонтекс» є контамінацією слів «маоїзм» і «спонтанність», а також натяком на бренд губок для прибирання Spontex. Відсилання до бренду губок було спробою реапропріювати глузування, спрямовані в бік доктрини.
Прибічники течії поділяли ідеї антиавторитарного та антиієрархічного бунту, протиставляючи прорадянській комуністичній партії «реальну» комуністичну партію. Дотримуючись тактики «ходіння в народ» і «занурення в маси», мао-спонтанеїсти вважали за потрібне відправляти студентів працювати некваліфікованими робітниками на заводах і фабриках, де їхнім обов'язком була б агітація робітничого класу.
Мао-спонтекс надихався як спонтанними діями Руху 22 березня у Франції так і Культурною революцією в Китаї. Ця ідеологія просувала певні аспекти маоїзму та ленінізму, але відкидала концепцію марксизму-ленінізму як цілісної доктрини. Особливо гострої критики піддавалася робота Леніна «Що робити?», оскільки мао-спонтекс відкидав ленінську критику спонтанності. Ідея демократичного централізму підтримувалася як спосіб організації партії, але лише за умови постійного зв’язку з масовим робітничим рухом, для збереження революційності. Основними політичними платформами мао-спонтексу були французька партія «Пролетарська лівиця» (фр. Gauche prolétarienne) та група «Хай живе революція!» (фр. Vive la révolution).
Ця течія належить до ширшого напряму західного маоїзму, що виник після появи нових лівих.